# 真核起始因子1
eIF1（eukaryotic initiation factor 1，真核起始因子1）是一种参与真核翻译起始的重要的蛋白质。eIF1在起始密码子AUG的识别中发挥重要的作用，它能使起始密码子的识别具有很高的保真度。
在酵母中，eIF1是维持其生存不可或缺的蛋白质。

## 功能机制
eIF1结合在40S核糖体亚基的表面，可能影响在48前起始复合物中40S亚基的表面构象及mRNA和Met-tRNAi的结合位置。在密码子与反密码子没有正确配对时，eIF1可以抑制GTP的水解，当密码子的识别完成后，eIF1的抑制作用被减弱，并且实验发现eIF1的抑制作用的减弱需要精确的AUG的配对，而其它例如UUG或CAA的识别并没有类似功能。

## 结构
eIF1结构属于α+β型折叠，包含了一个由5个β链组成的β折叠片和两个α螺旋组成的结构域，其N末端为一段较长的无结构区域。eIF1被发现能够以不同的蛋白质表面与40S核糖体亚基以及eIF2、eIF3和eIF5结合。